# Артур Омаров
Арту́р Ома́ров (чеськ. Artur Omarov; нар. 13 серпня 1988, село Танти, Акушинський район, Дагестанська АРСР, РРФСР, СРСР) — чеський борець греко-римського стилю даргинського походження, бронзовий призер чемпіонату Європи, бронзовий призер Кубку світу, учасник Олімпійських ігор.

## Життєпис
Народився в Дагестані. Після розпаду Радянського Союзу в 1991 році він приїхав до Чехії з матір'ю. Виріс у Хомутові, де почав займатися боротьбою з 1996 року в клубі «ASK VALZAP». За Чехію з 2009 року, коли йому вдалося отримати чеське громадянство, до того часу він став 6-разовим чемпіоном країни серед юніорів та кадетів (85 кг — 2002, 2003, 2004, 2005, 2006, 2007) і продовжує перемагати в також чоловіків — він 15-разовий чемпіон країни з греко-римської боротьби (85 кг — 2008, 2009, 2010, 2011, 2012) та (98 кг 2013, 2014, 2015, 2016, 2017, 2018, 2019, 2021). Тренується в Празі в клубі «Олімп» під керівництвом Вацлава Шейнера-старшого. У складі збірної Чехії тренується під керівництвом Ервіна Варги.
У 2012 році Омаров намагався здобути ліцензію на літні Олімпійські ігри 2012 року в Лондоні, однак не пройшов кваліфікацію на турнірах в Софії та Гельсінкі.
На європейській кваліфікації до Олімпійських ігор 2016 року в Зренянині, Сербія, він дійшов до півфіналу, і йому не вистачило однієї перемоги для кваліфікації на Олімпіаду. Також він провалив наступні два світові кваліфікаційні турніри в Улан-Баторі (13 місце) та Стамбулі (5 місце) і не пройшов кваліфікацію на Олімпійські ігри в Ріо-де-Жанейро.
З 2017 року виступає у ваговій категорії до 97 (98) кг. На чемпіонаті світу 2019 року в казахстанському Нур-Султані він пропустив пряму кваліфікацію на Олімпіаду 2020 року в Токіо, йому знову не вистачило однієї перемоги. У 2020 році другий і третій етапи олімпійської кваліфікації на Олімпійські ігри були перенесені на рік через пандемію COVID-19. У березні 2021 року він втретє не пройшов кваліфікацію на Олімпійські ігри через нестачу однієї перемоги, поступившись у півфіналі болгарину Кірілу Мілову. У травні на третьому фінальному етапі олімпійської кваліфікації він втретє в кар'єрі пройшов до півфіналу, де переміг литовця Вілліуса Лаурінайтіса та кваліфікувався на Олімпійські ігри в Токіо 2021 року, пройшовши до фіналу, де поступився угорцю Алексу Шоке.
У першому раунді літніх Олімпійських ігор в Токіо він знову поступився представнику Угорщини Алексу Шоке з рахунком 1:3 і вибув з подальшої боротьби за медалі, оскільки угорець не пройшов до фіналу.
У квітні 2023 року Артур Омаров уперше піднявся на п'єдестал чемпіонату Європи. Він вийшов до півфіналу, здолавши українця Владлена Козлюка, де програв вірменину Артуру Алексаняну. У втішному раунді він переміг грузина Роберта Кобліашвілі, здобувши бронзову нагороду. Того ж року сиав бронзовим призером чемпіонату світу.

## Спортивні результати на міжнародних змаганнях

### Виступи на Олімпіадах
| Змагання                    | Збірна | Вагова категорія                 | Місце |
| --------------------------- | ------ | -------------------------------- | ----- |
| Літні Олімпійські ігри 2020 | Чехія  | греко-римська боротьба, до 97 кг | 11    |

### Виступи на Чемпіонатах світу
| Змагання                        | Збірна | Вагова категорія                 | Місце  |
| ------------------------------- | ------ | -------------------------------- | ------ |
| Чемпіонат світу з боротьби 2010 | Чехія  | греко-римська боротьба, до 84 кг | 21     |
| Чемпіонат світу з боротьби 2011 | Чехія  | греко-римська боротьба, до 84 кг | 12     |
| Чемпіонат світу з боротьби 2013 | Чехія  | греко-римська боротьба, до 84 кг | 20     |
| Чемпіонат світу з боротьби 2014 | Чехія  | греко-римська боротьба, до 85 кг | 19     |
| Чемпіонат світу з боротьби 2015 | Чехія  | греко-римська боротьба, до 85 кг | 20     |
| Чемпіонат світу з боротьби 2017 | Чехія  | греко-римська боротьба, до 98 кг | 23     |
| Чемпіонат світу з боротьби 2019 | Чехія  | греко-римська боротьба, до 97 кг | 8      |
| Чемпіонат світу з боротьби 2021 | Чехія  | греко-римська боротьба, до 97 кг | 21     |
| Чемпіонат світу з боротьби 2022 | Чехія  | греко-римська боротьба, до 97 кг | 20     |
| Чемпіонат світу з боротьби 2023 | Чехія  | греко-римська боротьба, до 97 кг | Бронза |

### Виступи на Чемпіонатах Європи
| Змагання                         | Збірна | Вагова категорія                 | Місце  |
| -------------------------------- | ------ | -------------------------------- | ------ |
| Чемпіонат Європи з боротьби 2010 | Чехія  | греко-римська боротьба, до 84 кг | 23     |
| Чемпіонат Європи з боротьби 2011 | Чехія  | греко-римська боротьба, до 84 кг | 7      |
| Чемпіонат Європи з боротьби 2012 | Чехія  | греко-римська боротьба, до 84 кг | 11     |
| Чемпіонат Європи з боротьби 2013 | Чехія  | греко-римська боротьба, до 84 кг | 23     |
| Чемпіонат Європи з боротьби 2014 | Чехія  | греко-римська боротьба, до 80 кг | 8      |
| Чемпіонат Європи з боротьби 2016 | Чехія  | греко-римська боротьба, до 85 кг | 18     |
| Чемпіонат Європи з боротьби 2017 | Чехія  | греко-римська боротьба, до 98 кг | 8      |
| Чемпіонат Європи з боротьби 2018 | Чехія  | греко-римська боротьба, до 87 кг | 18     |
| Чемпіонат Європи з боротьби 2019 | Чехія  | греко-римська боротьба, до 97 кг | 18     |
| Чемпіонат Європи з боротьби 2020 | Чехія  | греко-римська боротьба, до 97 кг | 5      |
| Чемпіонат Європи з боротьби 2021 | Чехія  | греко-римська боротьба, до 97 кг | 13     |
| Чемпіонат Європи з боротьби 2022 | Чехія  | греко-римська боротьба, до 97 кг | 9      |
| Чемпіонат Європи з боротьби 2023 | Чехія  | греко-римська боротьба, до 97 кг | Бронза |
| Чемпіонат Європи з боротьби 2024 | Чехія  | греко-римська боротьба, до 97 кг | 22     |

### Виступи на Європейських іграх
| Змагання              | Збірна | Вагова категорія                 | Місце |
| --------------------- | ------ | -------------------------------- | ----- |
| Європейські ігри 2015 | Чехія  | греко-римська боротьба, до 85 кг | 18    |

### Виступи на Кубках світу
| Змагання                    | Збірна | Вагова категорія                 | Місце  |
| --------------------------- | ------ | -------------------------------- | ------ |
| Кубок світу з боротьби 2020 | Чехія  | греко-римська боротьба, до 97 кг | Бронза |

### Виступи на інших змаганнях
| Змагання                                                         | Збірна | Вагова категорія                 | Місце  |
| ---------------------------------------------------------------- | ------ | -------------------------------- | ------ |
| Гран-прі Німеччини з боротьби 2010                               | Чехія  | греко-римська боротьба, до 84 кг | 23     |
| Золотий Гран-прі з боротьби 2011 (Сомбатгей)                     | Чехія  | греко-римська боротьба, до 84 кг | 13     |
| Золотий Гран-прі з боротьби 2012 (Сомбатгей)                     | Чехія  | греко-римська боротьба, до 84 кг | 8      |
| Олімпійський кваліфікаційний турнір з боротьби 2012 (Софія)      | Чехія  | греко-римська боротьба, до 84 кг | 14     |
| Олімпійський кваліфікаційний турнір з боротьби 2012 (Тайюань)    | Чехія  | греко-римська боротьба, до 84 кг | #Н/Д   |
| Олімпійський кваліфікаційний турнір з боротьби 2012 (Гельсінкі)  | Чехія  | греко-римська боротьба, до 84 кг | 21     |
| Гран-прі Німеччини з боротьби 2012                               | Чехія  | греко-римська боротьба, до 84 кг | 7      |
| Золотий Гран-прі з боротьби 2012 (Баку)                          | Чехія  | греко-римська боротьба, до 84 кг | 9      |
| Міжнародний турнір Любомира Івановича-Гедзи 2013                 | Чехія  | греко-римська боротьба, до 84 кг | Золото |
| Кубок Владислава Пітласинські 2013                               | Чехія  | греко-римська боротьба, до 84 кг | 24     |
| Відкритий чемпіонат Загреба з боротьби 2014                      | Чехія  | греко-римська боротьба, до 85 кг | Золото |
| Міжнародний турнір Любомира Івановича-Гедзи 2014                 | Чехія  | греко-римська боротьба, до 85 кг | 10     |
| Гран-прі Німеччини з боротьби 2014                               | Чехія  | греко-римська боротьба, до 85 кг | 16     |
| Кубок Владислава Пітласинські 2014                               | Чехія  | греко-римська боротьба, до 85 кг | 15     |
| Гран-прі Парижа з боротьби 2015                                  | Чехія  | греко-римська боротьба, до 85 кг | 5      |
| Міжнародний турнір Любомира Івановича-Гедзи 2015                 | Чехія  | греко-римська боротьба, до 85 кг | 8      |
| Кубок Владислава Пітласинські 2015                               | Чехія  | греко-римська боротьба, до 85 кг | 8      |
| Турнір Германа Каре 2016                                         | Чехія  | греко-римська боротьба, до 85 кг | Бронза |
| Гран-прі Загреба з боротьби 2016                                 | Чехія  | греко-римська боротьба, до 98 кг | Золото |
| Гран-прі Угорщини з боротьби 2016                                | Чехія  | греко-римська боротьба, до 85 кг | 19     |
| Олімпійський кваліфікаційний турнір з боротьби 2016 (Зренянин)   | Чехія  | греко-римська боротьба, до 85 кг | Бронза |
| Олімпійський кваліфікаційний турнір з боротьби 2016 (Улан-Батор) | Чехія  | греко-римська боротьба, до 85 кг | 13     |
| Олімпійський кваліфікаційний турнір з боротьби 2016 (Стамбул)    | Чехія  | греко-римська боротьба, до 85 кг | 5      |
| Тор Мастерс 2017                                                 | Чехія  | греко-римська боротьба, до 98 кг | 7      |
| Гран-прі Угорщини з боротьби 2017                                | Чехія  | греко-римська боротьба, до 98 кг | 19     |
| Кубок Владислава Пітласинські 2017                               | Чехія  | греко-римська боротьба, до 98 кг | 8      |
| Гран-прі Іспанії з боротьби 2017                                 | Чехія  | греко-римська боротьба, до 98 кг | Срібло |
| Тор Мастерс 2018                                                 | Чехія  | греко-римська боротьба, до 97 кг | 5      |
| Гран-прі Іспанії з боротьби 2018                                 | Чехія  | греко-римська боротьба, до 97 кг | Бронза |
| Гран-прі Німеччини з боротьби 2018                               | Чехія  | греко-римська боротьба, до 97 кг | 10     |
| Гран-прі Угорщини з боротьби 2019                                | Чехія  | греко-римська боротьба, до 97 кг | 9      |
| Тор Мастерс 2019                                                 | Чехія  | греко-римська боротьба, до 97 кг | 6      |
| Меморіал Олега Караваєва 2019                                    | Чехія  | греко-римська боротьба, до 97 кг | 16     |
| Олімпійський кваліфікаційний турнір з боротьби 2020 (Будапешт)   | Чехія  | греко-римська боротьба, до 97 кг | 5      |
| Олімпійський кваліфікаційний турнір з боротьби 2020 (Софія)      | Чехія  | греко-римська боротьба, до 97 кг | Срібло |
| Меморіал Маттео Пелліконе 2022                                   | Чехія  | греко-римська боротьба, до 97 кг | 11     |
| Кубок Владислава Пітласинські 2022                               | Чехія  | греко-римська боротьба, до 97 кг | 5      |
| Відкритий чемпіонат Загреба з боротьби 2023                      | Чехія  | греко-римська боротьба, до 97 кг | 22     |
| Турнір Ібрагіма Мустафи 2023                                     | Чехія  | греко-римська боротьба, до 97 кг | Бронза |
| Турнір К. У. Кожомкула і Р. Санатбаєва 2023                      | Чехія  | греко-римська боротьба, до 97 кг | Бронза |
| Кубок Владислава Пітласинські 2023                               | Чехія  | греко-римська боротьба, до 97 кг | Бронза |
| Відкритий чемпіонат Загреба з боротьби 2024                      | Чехія  | греко-римська боротьба, до 97 кг | 7      |
| Меморіал Імре Поляка та Яноша Варги 2024                         | Чехія  | греко-римська боротьба, до 97 кг | 9      |